# Gymnotus carapo orientalis
Gymnotus carapo orientalis es una de las subespecies en que se divide la especie de pez gimnotiforme de agua dulce G. carapo, la que es denominada comúnmente morena. Se distribuye en ambientes acuáticos tropicales y subtropicales de Sudamérica.

## Taxonomía
Esta subespecie fue descrita originalmente en el año 2017 por los ictiólogos Jack M. Craig, William G. R. Crampton y James S. Albert.
Localidad tipo
La localidad tipo referida es: “Serra dos Carajás —sierra Norte— (en las coordenadas: 05°05′S 50°22′O / -5.083, -50.367), río Itacaiúnas (cuenca del río Tocantins), estado de Pará, Brasil”.
Holotipo
El ejemplar holotipo designado es el catalogado como: MZUSP 30025; se trata de un espécimen adulto el cual midió 237 mm de longitud estándar. Se encuentra depositado en la colección de ictiología del Museo de Zoología de la Universidad de São Paulo (MZUSP), ubicada en la ciudad homónima.
Paratipos
Se designaron 6 paratipos, los que fueron catalogados como: MZUSP 30025; midieron entre 165 y 235 mm de longitud estándar; poseen los mismos datos de colecta que el holotipo.
Etimología
Etimológicamente el término genérico Gymnotus proviene de la palabra del idioma griego gymnos, que significa 'desnudo'.
El epíteto específico carapo deriva del nombre común en idioma portugués carapó, también llamado sarapó, el que a su vez procede del tupí sara’pó, que significa "mano que se desliza".
El epíteto subespecífico orientalis refiere a la distribución hacia el naciente de este taxón respecto a la de las restantes subespecies que integran Gymnotus carapo.
Caracterización y relaciones filogenéticas
Respecto a las restantes subespecies, Gymnotus carapo orientalis se caracteriza por tener la cabeza pequeña y delgada, el cuerpo esbelto y una aleta anal corta.
Los autores evaluaron la estructura de la variación fenotípica de las poblaciones de Gymnotus carapo en las numerosas cuencas hidrográficas en que se extiende su vasta geonemia, utilizando estadísticas multivariadas para cuantificar diferencias fenotípicas dentro y entre cada población, en aspectos relacionados con pigmentación, morfometría geométrica, merística y osteología.
Los resultados obtenidos arrojaron diferencias significativas, pero no diagnósticas, entre las distintas entidades encontradas, las que estaban delimitadas regionalmente, por lo que, para identificarlas taxonómicamente, se inclinaron por emplear la categoría de subespecie y no la de especie.

## Distribución y hábitat
Gymnotus carapo orientalis se distribuye de manera endémica en el norte de Brasil. Habita en cursos fluviales tropicales de colectores hidrográficos correspondientes a la porción este de la cuenca del Amazonas, entre los cuales se encuentran los ríos Tocantins y Trombetas y en el propio río Amazonas, en proximidades de Belém y Santarém, en el estado de Pará.